# Multidimensionale gaschromatografie
Multidimensionale gaschromatografie (MDGC) is een "state of the art" scheidingsmethode die vaak gebruikt wordt om complexe(re) monsters te analyseren. Bij eendimensionale gaschromatografie van complexe monsters is de kans groot dat onder een piek meerdere analieten coëlueren, waardoor de analyse van deze monsters minder betrouwbaar worden. Bij MDGC wordt dit probleem sterk gereduceerd door twee of meer verschillende kolomtypen te koppelen. Hierdoor vindt er scheiding plaats op meerdere molecuuleigenschappen waardoor de selectiviteit significant omhoog gaat.
De moleculaire verschillen tussen de analieten worden zo het meest benut om een scheiding te creëren, wat voor de analyse van complexe monsters erg nuttig is. In het geval van minder complexe monsters is de eendimensionale GC-scheiding vaak beter. Dit komt doordat de scheidingsefficiëntie van de kolom vaak meer dan voldoende is en de analyseduur korter is dan bij MDGC het geval is. Behalve MDGC bestaat er ook multidimensionale vloeistofchromatografie (MDLC). Hierbij is de mobiele fase geen gas maar een vloeistof.
Grofweg zijn er twee typen MDGC te onderscheiden, "heart-cutting" en "comprehensive" MDGC.

## "Heart-cutting" MDGCen"comprehensive" MDGC

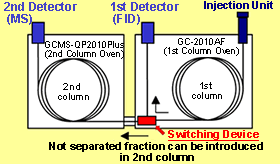
Conventionele Tweedimensionale Gaschromatografie

### Heart-cutting MDGC
Bij heart-cutting MDGC wordt slechts een deel van de eluerende gasfracties gemoduleerd naar de tweede kolom. Men snijdt als het ware het 'hart' van het monster eruit om alleen de analieten van interesse te analyseren. Dit is handig wanneer men van tevoren al weet wat er in het monster zit en slechts een deel van het monster wil analyseren. Dit verkort de analysetijd.

### Comprehensive MDGC
Bij comprehensive MDGC worden alle fracties getransporteerd naar de volgende scheidingskolom(men). Het transport van de ene naar de andere kolom heet interfacing/modulatie. Het scheiden van alle fracties resulteert automatisch in langere analysetijden maar men heeft vaak geen keus als men onbekende complexe monsters moet analyseren.

## Interfacing / modulatie
Grofweg bestaan er twee manieren van interfacing: offline en online interfacing.

### Offline interfacing
De offline interfacing wordt beschreven als het met de hand verzamelen van het effluent van een kolom gevolgd door een handmatige herinjectie in de tweede kolom. Het nadeel hiervan is dat, ondanks dat het vrij gemakkelijk is uit te voeren, er significante problemen kunnen optreden bij het gebruik van vluchtige soorten en artefactvorming. Daarnaast is het onwaarschijnlijk om deze handmatige methode exact na te kunnen doen.

### Online interfacing
Met mechanische en drukgestuurde schakelkleppen kunnen fracties die van de eerste kolom elueren, geïnjecteerd worden op de tweede kolom. Wanneer dit plaatsvindt in een intrinsiek gesloten systeem spreekt men van online interfacing. Een probleem wat tijdens dit proces optreedt is piekverbreding, dit is ongunstig omdat het het totale scheidende vermogen van het systeem verlaagt. Dit lost men vaak op door analieten te herfocusseren voor de tweede scheiding plaatsvindt. Tegenwoordig zijn er cryogene interfaces waarbij selectief analieten alternerend op twee verschillende plaatsen in een capillair uit de gasfase gehaald worden door krachtig te koelen met bijvoorbeeld vloeibaar stikstof of koolstofdioxide. Door daarna die plekken respectievelijk alternerend snel op te warmen kunnen fracties doorgestuurd worden naar de tweede scheidingsdimensie met minimale piekverbredingseffecten terwijl de toevoer van draaggas al die tijd onverstoord door kon gaan. Dit noemt men ook wel modulatie en dit is voor MDGC een beter ontwikkelde techniek dan de modulatoren voor Multidimensionale vloeistofchromatografie.

## Orthogonaliteit
Multidimensionale scheidingsmethoden berusten op het benutten van verschillende moleculaire eigenschappen van de analieten. Het idee daarachter is dat analieten die in de eerste dimensie niet goed gescheiden konden worden door het totaal andere karakter van de kolom in de tweede dimensie wel gescheiden worden. Daarvoor moet de kolom wel op andere eigenschappen scheiden. Bij het gebruik van scheidingsmechanismen die op fysisch gebied (sterk) van elkaar verschillen spreekt men over orthogonaliteit. In het geval van twee soortgelijke mechanismen voor iedere dimensie spreekt men van correlatie, dit zal de scheidingskracht van het systeem aanzienlijk verminderen.

## Toepassingen
Multidimensionale gaschromatografie heeft in het dagelijkse leven vele verscheidene toepassingen, waaronder:
- Voeding, smaak- en geurstoffen
- Biomedische en farmaceutische toepassingen
- Industriële toepassingen
- Milieuanalyses
- Olie-industrie
- Forensische en toxicologische toepassingen